# غوثري
غوثري (بالإنجليزية: Guthrie, Oklahoma)‏ هي مدينة تقع في مقاطعة لوغن، أوكلاهوما بولاية أوكلاهوما في الولايات المتحدة. تبلغ مساحة هذه المدينة 49.8 (كم²)، وترتفع عن سطح البحر 299 م، بلغ عدد سكانها 10191 نسمة في عام 2010 حسب إحصاء مكتب تعداد الولايات المتحدة.

## التركيبة السكانية
حدّد مكتب تعداد الولايات المتحدة بيانات التركيبة السكانية لغوثري في تعداد الولايات المتحدة. في ما يلي، التركيبة السكانية حسب تعدادي 2000 و2010.

### تعداد عام 2000
بلغ عدد سكان غوثري 9,925 نسمة بحسب تعداد عام 2000، وبلغ عدد الأسر 3,854 أسرة وعدد العائلات 2,475 عائلة مقيمة في المدينة. في حين سجلت الكثافة السكانية 198.4 نسمة لكل كيلومتر مربع (513.9/ميل2). وبلغ عدد الوحدات السكنية 4,308 وحدة بمتوسط كثافة قدره 86.1 لكل كيلومتر مربع (223.0/ميل2).
وتوزع التركيب العرقي للمدينة بنسبة 75.84% من البيض و15.77% من الأمريكيين الأفارقة و2.97% من الأمريكيين الأصليين و0.42% من الأمريكيين ذوي الأصول الآسيوية و0.02% من سكان جزر المحيط الهادئ و1.94% من الأعراق الأخرى و3.03% من عرقين مختلطين أو أكثر و3.79% من الهسبانيون أو اللاتينيون من أي عرق.
بلغ عدد الأسر 3,854 أسرة كانت نسبة 32.9% منها لديها أطفال تحت سن الثامنة عشر تعيش معهم، وبلغت نسبة الأزواج القاطنين مع بعضهم البعض 46.7% من أصل المجموع الكلي للأسر، ونسبة 14.2% من الأسر كان لديها معيلات من الإناث دون وجود شريك،  بينما كانت نسبة 3.3% من الأسر لديها معيلون من الذكور دون وجود شريكة وكانت نسبة 35.8% من غير العائلات. تألفت نسبة 32.1% من أصل جميع الأسر من عدة أفراد يعيشون في نفس المنزل ونسبة 15.1% كانت تتألف من شخص يعيش بمفرده يبلغ من العمر 65 عاماً أو أكثر. وبلغ متوسط حجم الأسرة المعيشية 2.37، أما متوسط حجم العائلات فبلغ 2.99.
بلغ العمر الوسطي للسكان 37.0 عاماً. وكانت نسبة 23.6% من القاطنين تحت سن الثامنة عشر، وكانت نسبة 8.5% بين الثامنة عشر والرابعة والعشرين عاماً، ونسبة 24.2% كانت واقعةً في الفئة العمرية ما بين الخامسة والعشرين والرابعة والأربعين عاماً، ونسبة 20.9% كانت ما بين الخامسة والأربعين والرابعة والستين، ونسبة 14.8% كانت ضمن فئة الخامسة والستين عاماً فما فوق. يوجد لكل 100 أنثى 87.3 ذكر، ويوجد لكل 100 أنثى في الثامنة عشر من عمرها فما فوق 80.4 ذكر.
بلغ متوسط دخل الأسرة في المدينة 30,460 دولارًا، أما متوسط دخل العائلة فبلغ 38,732 دولارًا. وكان متوسط دخل الذكور 27,948 دولارًا مقابل 21,186 دولارًا للإناث. وسجل دخل الفرد الخاص بالمدينة 15,774 دولارًا. وكانت نسبة 9.8% من العائلات ونسبة 17.3% من السكان تحت خط الفقر، وكان من هؤلاء نسبة 20.3% تحت سن الثامنة عشر ونسبة 18.4% في الخامسة والستين من العمر وما فوق.

### تعداد عام 2010
بلغ عدد سكان غوثري 10,191 نسمة بحسب تعداد عام 2010، وبلغ عدد الأسر 4,015 أسرة وعدد العائلات 2,517 عائلة مقيمة في المدينة. في حين سجلت الكثافة السكانية 203.7 نسمة لكل كيلومتر مربع (527.6/ميل2). وبلغ عدد الوحدات السكنية 4,643 وحدة بمتوسط كثافة قدره 92.8 لكل كيلومتر مربع (240.4/ميل2).
وتوزع التركيب العرقي للمدينة بنسبة 76.06% من البيض و13.39% من الأمريكيين الأفارقة و3.12% من الأمريكيين الأصليين و0.44% من الأمريكيين ذوي الأصول الآسيوية و0.07% من سكان جزر المحيط الهادئ و1.60% من الأعراق الأخرى و5.32% من عرقين مختلطين أو أكثر و4.56% من الهسبانيون أو اللاتينيون من أي عرق.
بلغ عدد الأسر 4,015 أسرة كانت نسبة 31.5% منها لديها أطفال تحت سن الثامنة عشر تعيش معهم، وبلغت نسبة الأزواج القاطنين مع بعضهم البعض 42.5% من أصل المجموع الكلي للأسر، ونسبة 15.3% من الأسر كان لديها معيلات من الإناث دون وجود شريك،  بينما كانت نسبة 4.9% من الأسر لديها معيلون من الذكور دون وجود شريكة وكانت نسبة 37.3% من غير العائلات. تألفت نسبة 32.7% من أصل جميع الأسر من عدة أفراد يعيشون في نفس المنزل ونسبة 12.8% كانت تتألف من شخص يعيش بمفرده يبلغ من العمر 65 عاماً أو أكثر. وبلغ متوسط حجم الأسرة المعيشية 2.34، أما متوسط حجم العائلات فبلغ 2.95.
بلغ العمر الوسطي للسكان 36.1 عاماً. وكانت نسبة 24.2% من القاطنين تحت سن الثامنة عشر، وكانت نسبة 11.9% بين الثامنة عشر والرابعة والعشرين عاماً، ونسبة 22.9% كانت واقعةً في الفئة العمرية ما بين الخامسة والعشرين والرابعة والأربعين عاماً، ونسبة 25% كانت ما بين الخامسة والأربعين والرابعة والستين، ونسبة 16.1% كانت ضمن فئة الخامسة والستين عاماً فما فوق. وتوزع التركيب الجنسي للسكان بنسبة 47% ذكور و53% إناث.

## أعلام
- جين ستيفنسون
- إتش دالي كوك
- إيرني يبرش
- جوشوا كي
- وينديل فلمنج
- ليون بريدن
- كريس مادسن
- جوديث آن كارتر هورتون
- روبرت مارتن

## وصلات خارجية
- cityofguthrie.com
- The US50 - Cities and Towns in Oklahoma State